# Zapotalito (södra Tempoal)
Zapotalito är en ort i Mexiko.   Den ligger i kommunen Tempoal och delstaten Veracruz, i den sydöstra delen av landet, 230 km norr om huvudstaden Mexico City. Zapotalito ligger 60 meter över havet och antalet invånare är 206.
Terrängen runt Zapotalito är platt. Runt Zapotalito är det ganska tätbefolkat, med 75 invånare per kvadratkilometer. Närmaste större samhälle är Tempoal de Sánchez, 11,2 km norr om Zapotalito. Omgivningarna runt Zapotalito är en mosaik av jordbruksmark och naturlig växtlighet.